# سفارة جيبوتي لدى السعودية
سفارة جيبوتي لدى السعودية هي الممثلية الدبلوماسية العليا لدولة جيبوتي لدى المملكة العربية السعودية. تقع السفارة في حي صلاح الدين في الرياض.